# Parrocchie dell'arcidiocesi di Lucca
Le parrocchie dell'arcidiocesi di Lucca sono 362. Il loro territorio è compreso nella provincia di Lucca e in quella di Pistoia. I seguenti dati sono aggiornati al 28 gennaio 2014.

## Parrocchie di Lucca
Nel comune di Lucca sono presenti 78 parrocchie appartenenti a 6 Zone pastorali: Urbana di Lucca, Suburbana I, di Moriano, di Valfreddana, Suburbana II, Suburbana III. Nel dettaglio le parrocchie sono le seguenti:
1. Centro Storico (Santi Frediano e Tommaso, Santa Maria Forisportam, Santi Michele, Paolino e Alessandro, Santi Pietro e Leonardo)
2. Natività di Maria Santissima in Pontetetto
3. San Bartolomeo apostolo in Arancio
4. San Bartolomeo apostolo in Ciciana
5. San Bartolomeo apostolo in Formentale
6. San Cassiano martire in San Cassiano a Vico
7. San Cassiano martire in San Cassiano di Moriano
8. San Concordio martire in San Concordio di Moriano
9. San Concordio martire in San Concordio in Contrada
10. San Donato vescovo in Balbano
11. San Donato vescovo in San Donato Fuori le Mura
12. San Donato vescovo in Stabbiano
13. San Filippo apostolo in San Filippo
14. San Frediano vescovo in Arsina
15. San Frediano vescovo in Deccio di Brancoli
16. San Frediano vescovo in Piazzano
17. San Gemignano vescovo in San Gemignano di Moriano
18. San Giorgio martire in Pieve di Brancoli
19. San Giorgio martire in Sorbano del Giudice
20. San Giorgio martire in Vicopelago
21. San Giovanni Battista in Arliano
22. San Giovanni Battista in Montuolo
23. San Giuseppe in Nozzano Castello
24. San Giusto vescovo e San Barnaba martire in Chiatri
25. San Giusto vescovo, Sant'Andrea apostolo e San Lorenzo diacono in San Giusto di Brancoli - Piaggione
26. San Jacopo apostolo in San Macario in Piano
27. San Leonardo eremita in Aquilea
28. San Lorenzo diacono martire in Cappella
29. San Lorenzo diacono martire in Farneta
30. San Lorenzo diacono martire in Picciorana
31. San Lorenzo diacono martire in San Lorenzo a Vaccoli
32. San Lorenzo diacono martire in Sorbano del Vescovo
33. San Luca evangelista e Santa Caterina martire in Ospedale San Luca
34. San Macario abate in San Macario in Monte
35. San Marco evangelista in San Marco
36. San Martino vescovo in Castiglioncello
37. San Martino vescovo in San Martino in Vignale
38. San Martino vescovo in Tramonte
39. San Matteo apostolo in Nave
40. San Michele arcangelo e San Lorenzo diacono martire in San Michele di Moriano
41. San Michele arcangelo in Antraccoli
42. San Michele arcangelo in Meati
43. San Michele arcangelo in San Michele in Escheto
44. San Michele arcangelo in Sant'Angelo in Campo
45. San Nicolao vescovo in Torre
46. San Pancrazio martire in San Pancrazio
47. San Pietro apostolo in Cerasomma
48. San Pietro apostolo in Nozzano San Pietro
49. San Pietro apostolo in Ombreglio di Brancoli
50. San Pietro apostolo in Ponte San Pietro
51. San Pietro apostolo in San Pietro a Vico
52. San Quirico in Monte San Quirico
53. San Tommaso apostolo in Castagnori
54. San Vito vescovo martire in San Vito
55. Sant'Alessio in Sant'Alessio
56. Sant'Ambrogio vescovo in Massa Pisana
57. Sant'Andrea apostolo in Gattaiola
58. Sant'Andrea apostolo in Maggiano
59. Sant'Andrea apostolo in Mastiano
60. Sant'Andrea apostolo in Saltocchio
61. Sant'Andrea apostolo in Tempagnano di Lunata
62. Sant'Anna in Sant'Anna fuori le mura
63. Sant'Ilario vescovo in Sant'Ilario di Brancoli
64. Santa Maria Assunta in Carignano
65. Santa Maria Assunta in Fagnano
66. Santa Maria Assunta in Palmata
67. Santa Maria Assunta in Piazza di Brancoli
68. Santa Maria Assunta in Santa Maria a Colle
69. Santa Maria Assunta in Santa Maria del Giudice
70. Santa Maria Assunta in Sesto di Moriano
71. Santi Ippolito e Cassiano in Mutigliano
72. Santi Quirico e Giulitta in San Quirico di Moriano
73. Santissima Annunziata in Santissima Annunziata
74. Santissima Annunziata in Vecoli
75. Santo Stefano protomartire in Gugliano
76. Santo Stefano protomartire in Pieve Santo Stefano
77. Santo Stefano protomartire in Pozzuolo
78. Santo Stefano protomartire in Santo Stefano di Moriano

## Parrocchie di Altopascio
Nel comune di Altopascio è presente una sola parrocchia appartenente alla Zona pastorale Suburbana I:
1. San Pietro apostolo in Badia Pozzeveri

## Parrocchie di Bagni di Lucca
Nel comune di Bagni di Lucca sono presenti 21 parrocchie appartenenti alla Zona pastorale di Valdiserchio. Nel dettaglio le parrocchie sono le seguenti:
1. San Pietro apostolo in Bagni di Lucca Villa
2. San Bartolomeo apostolo in Cocciglia
3. San Cassiano in San Cassiano di Controne
4. San Donato vescovo in Casoli di Val di Lima
5. San Frediano vescovo in Montefegatesi
6. San Gemignano vescovo in San Gemignano di Controne
7. San Giovanni Battista in Pieve di Controne
8. San Giovanni Battista in Pieve di Monti di Villa
9. San Jacopo apostolo e San Frediano vescovo in Crasciana
10. San Jacopo apostolo in Lugliano
11. San Martino vescovo in Limano
12. San Michele arcangelo in Granaiola
13. San Paolo apostolo in Vicopancellorum
14. San Pietro apostolo in Lucchio
15. Santa Maria Assunta e San Donato vescovo in Monti di Villa
16. Santa Maria Assunta in Benabbio
17. Santa Maria Assunta in Brandeglio
18. Santa Maria Assunta in Palleggio
19. Santi Pietro e Paolo apostoli in Fornoli
20. Santi Quirico e Giulitta martiri in Casabasciana – Fabbriche
21. Santissimo Crocifisso in Ponte a Serraglio

## Parrocchie di Borgo a Mozzano
Nel comune di Borgo a Mozzano sono presenti 18 parrocchie appartenenti alla Zona pastorale di Valdiserchio. Nel dettaglio le parrocchie sono le seguenti:
1. San Jacopo apostolo in Borgo a Mozzano
2. San Rocco in Borgo a Mozzano
3. San Bartolomeo apostolo in Cune
4. San Frediano vescovo in Chifenti
5. San Giovanni Battista in Cerreto
6. San Giusto vescovo in Motrone
7. San Giusto vescovo in Partigliano
8. San Lorenzo diacono e martire San Donato vescovo in Domazzano
9. San Michele arcangelo in Corsagna
10. San Pietro apostolo in Anchiano
11. San Pietro apostolo in Valdottavo
12. San Prospero vescovo di Reggio Emilia in Tempagnano di Valdottavo
13. San Romano martire in San Romano in Turrite
14. Sant'Ilario vescovo in Oneta
15. Santa Elisabetta in Dezza
16. Santa Maria Assunta in Diecimo
17. Santa Maria Assunta in Gioviano
18. Santa Maria del Soccorso in Piano della Rocca – Rocca

## Parrocchie di Camaiore
Nel comune di Camaiore sono presenti 28 parrocchie appartenenti alle Zone pastorali di: Suburbana I, di Valfreddana, di Camaiore Massarosa, di Viareggio. Nel dettaglio le parrocchie sono le seguenti:
1. Santa Maria Assunta in Camaiore
2. Cristo Re in Lido di Camaiore (Secco)
3. Immacolata Concezione e San Lazzaro in San Lazzaro di Camaiore
4. Maria Santissima Ausiliatrice in Marignana
5. Natività di Maria Santissima e San Giuseppe in Greppolungo
6. Nostra Signora del Sacro Cuore in Capezzano Pianore
7. San Giorgio martire in Orbicciano
8. Sacro Cuore di Gesù in Lido di Camaiore
9. San Biagio vescovo martire in Lombrici
10. San Francesco d'Assisi in Fibbiano Montanino
11. San Giovanni Battista e Santo Stefano protomartire in Pieve di Camaiore
12. San Jacopo apostolo in Pedona
13. San Martino vescovo in Migliano di Camaiore
14. San Michele arcangelo in Gombitelli
15. San Michele arcangelo in Montemagno
16. San Michele arcangelo in Torcigliano di Camaiore
17. San Pietro apostolo in Fibbialla dei Canonici
18. San Pietro apostolo in Nocchi
19. San Rocco in Casoli di Camaiore
20. San Vincenzo Ferreri e Sant'Ansano martire in Vado
21. San Martino vescovo in Valpromaro
22. Sant'Andrea apostolo in Pontemazzori
23. Santa Lucia martire in Santa Lucia in Vegghiatoia
24. Santa Margherita in Montebello
25. Santa Maria Assunta in Metato
26. Santa Maria Assunta in Santa Maria Albiano
27. Santo Stefano protomartire in Monteggiori
28. Spirito Santo in Lido di Camaiore

## Parrocchie di Camporgiano
Nel comune di Camporgiano sono presenti 9 parrocchie appartenenti alla zona pastorale di Garfagnana. Nel dettaglio le parrocchie sono le seguenti:
1. San Giacomo apostolo in Camporgiano
2. San Nicolao vescovo in Sillicano
3. San Pellegrino e Santa Felicita martire in Cascianella
4. San Rocco in Filicaia
5. San Tommaso apostolo in Casciana
6. Santa Maria Assunta in Poggio
7. Santa Maria Assunta in Puglianella
8. Santa Maria Assunta in Vitoio Casatico
9. Santo Stefano protomartire in Roccalberti

## Parrocchie di Capannori
Nel comune di Capannori sono presenti 40 parrocchie appartenenti a 6 Zone pastorali: di Moriano, di Valfreddana, Suburbana II, Suburbana III, di Segromigno Villa Basilica Valleriana. Nel dettaglio le parrocchie sono le seguenti:
1. Santi Quirico e Giulitta martiri in Capannori
2. San Bartolomeo apostolo in Badia di Cantignano
3. San Bartolomeo apostolo in Ruota
4. San Colombano abate in San Colombano
5. San Donato vescovo e San Biagio vescovo e martire in Carraia
6. San Frediano vescovo in Lunata
7. San Frediano vescovo in Valgiano
8. San Gennaro vescovo martire in San Gennaro
9. San Ginese martire in San Ginese di Compito
10. San Giorgio martire in Parezzana
11. San Giovanni Battista in Pieve di Compito
12. San Giovanni Battista in Pieve San Paolo
13. San Giusto vescovo in San Giusto di Compito
14. San Jacopo apostolo in Lammari
15. San Leonardo eremita in San Leonardo in Treponzio
16. San Lorenzo diacono e martire in Massa Macinaia
17. San Lorenzo diacono martire in Segromigno in Monte
18. San Martino vescovo in San Martino in Colle
19. San Michele arcangelo in Camigliano Santa Gemma
20. San Michele arcangelo in Colognora di Compito
21. San Michele arcangelo in Guamo
22. San Michele arcangelo in Matraia
23. San Pietro apostolo in San Pietro a Marcigliano
24. San Pietro apostolo in Petrognano
25. San Pietro apostolo in Toringo
26. San Pietro apostolo in Vorno
27. Sant'Andrea apostolo in Castelvecchio di Compito
28. Sant'Andrea apostolo in Sant'Andrea in Caprile
29. Sant'Andrea apostolo in Sant'Andrea di Compito
30. Sant'Antonio da Padova in Lappato
31. Santa Lucia martire in Coselli
32. Santa Margherita martire in Santa Margherita
33. Santa Maria Assunta di Colle di Compito
34. Santa Maria Assunta in Gragnano
35. Santa Maria Assunta e San Giovanni Evangelista in Marlia
36. Santa Maria Assunta in Paganico
37. Santa Maria assunta in Tofori
38. Santa Vergine dei Dolori in Segromigno in Piano
39. Santi Vincenzo e Stefano diaconi e martiri in Verciano
40. Santo Stefano protomartire in Tassignano

## Parrocchie di Careggine
Nel comune di Careggine sono presenti 4 parrocchie appartenenti alla zona pastorale di Garfagnana. Nel dettaglio le parrocchie sono le seguenti:
1. Santi Pietro e Paolo apostoli in Careggine
2. San Giacomo apostolo in Capanne di Careggine
3. San Giacomo apostolo in Isola Santa
4. Sant'Antonio abate in Capricchia

## Parrocchie di Castelnuovo di Garfagnana
Nel comune di Castelnuovo di Garfagnana sono presenti 9 parrocchie appartenenti alla zona pastorale di Garfagnana. Nel dettaglio le parrocchie sono le seguenti:
1. Santi Pietro e Paolo apostoli in Castelnuovo di Garfagnana
2. San Bartolomeo apostolo in Gragnanella
3. San Donato vescovo in Rontano
4. San Francesco d'Assisi in Piano della Pieve
5. San Martino vescovo e San Rocco in Palleroso
6. San Michele arcangelo in Colle
7. San Pietro apostolo, Santa Caterina martire, San Prospero vescovo di Reggio Emilia in Antisciana
8. Sant'Andrea apostolo in Cerretoli
9. Santissima Trinità e Santi Pietro e Paolo apostoli in Torrite

## Parrocchie di Castiglione di Garfagnana
Nel comune di Castiglione di Garfagnana sono presenti 6 parrocchie appartenenti alla zona pastorale di Garfagnana. Nel dettaglio le parrocchie sono le seguenti:
1. San Michele arcangelo e San Pietro apostolo in Castiglione di Garfagnana
2. San Bartolomeo apostolo in Chiozza
3. San Martino vescovo in Cerageto
4. San Paolino Vescovo e Santa Barbara martiri in Valbona
5. Santi Pellegrino e Bianco in San Pellegrino in Alpe
6. Santissimo Salvatore e Sant'Antonio di Padova in Mozzanella – Pian di Cerreto

## Parrocchie di Coreglia Antelminelli
Nel comune di Coreglia Antelminelli sono presenti 8 parrocchie appartenenti alla Zona pastorale di Valdiserchio. Nel dettaglio le parrocchie sono le seguenti:
1. San Michele Arcangelo in Coreglia Antelminelli
2. San Cassiano martire in Gromignana
3. San Leonardo eremita in Calavorno
4. San Lorenzo diacono martire in Piano di Coreglia
5. San Silvestro I papa in Vitiana
6. Santa Maria Assunta in Tereglio
7. Santi Pietro e Paolo apostoli in Ghivizzano
8. Santo Stefano protomartire in Lucignana

## Parrocchie di Fabbriche di Vergemoli
Nel comune di Fabbriche di Vergemoli sono presenti 9 parrocchie appartenenti alla zona pastorale di Garfagnana. Nel dettaglio le parrocchie sono le seguenti:
1. Santi Quirico e Giulitta martiri in Vergemoli
2. San Francesco d'Assisi in Fornovolasco
3. San Giacomo apostolo in Fabbriche di Vallico
4. San Giacomo apostolo in Vallico Sotto
5. San Marco evangelista e San Lorenzo eremita in Gragliana
6. San Michele arcangelo in Vallico Sopra
7. San Pellegrino in San Pellegrinetto
8. San Tommaso apostolo in Calomini
9. Santa Maria della Neve in Campolemisi

## Parrocchie di Fosciandora
Nel comune di Fosciandora sono presenti 4 parrocchie appartenenti alla zona pastorale di Garfagnana. Nel dettaglio le parrocchie sono le seguenti:
1. San Michele arcangelo in Migliano di Fosciandora
2. San Martino vescovo in Treppignana
3. San Pietro apostolo in Lupinaia
4. San Silvestro papa in Riana

## Parrocchie di Gallicano
Nel comune di Gallicano sono presenti 8 parrocchie appartenenti alla zona pastorale di Garfagnana. Nel dettaglio le parrocchie sono le seguenti:
1. San Jacopo apostolo in Gallicano
2. San Genesio martire in Cardoso
3. San Giuliano martire in Campo
4. San Martino vescovo in Verni
5. San Michele arcangelo in Perpoli
6. Santa Margherita martire in Bolognana
7. Santi Pietro e Paolo apostoli in Fiattone
8. Santi Pietro e Paolo apostoli in Trassilico

## Parrocchie di Giuncugnano
Nel comune di Giuncugnano sono presenti 3 parrocchie appartenenti alla zona pastorale di Garfagnana. Nel dettaglio le parrocchie sono le seguenti:
1. Sant'Andrea apostolo in Magliano
2. Sant'Antonino martire in Giuncugnano
3. Sant'Antonio abate in Ponteccio

## Parrocchie di Massarosa
Nel comune di Massarosa sono presenti 15 parrocchie appartenenti alle Zone pastorali di Valfreddana e di Camaiore Massarosa. Nel dettaglio le parrocchie sono le seguenti:
1. Santi Jacopo e Andrea apostoli in Massarosa
2. Madonna del Buon Consiglio in Piano del Quercione
3. Sacro Cuore di Gesù in Piano di Mommio
4. San Francesco d'Assisi in Piano di Conca
5. San Frediano vescovo Archiviato il 6 ottobre 2014 in Internet Archive. in Compignano
6. San Lorenzo diacono martire Archiviato il 6 ottobre 2014 in Internet Archive. in Massaciuccoli
7. San Martino vescovo in Bargecchia di Massarosa
8. San Michele arcangelo in Corsanico
9. San Nicolao e San Giusto vescovi in Gualdo
10. San Pantaleone martire in Pieve a Elici
11. Sant'Andrea apostolo in Mommio
12. Santa Caterina martire in Bozzano
13. Santa Lucia in Montigiano
14. Santa Maria assunta in Stiava
15. Santo Stefano protomartire e San Michele arcangelo Archiviato il 6 ottobre 2014 in Internet Archive. in Quiesa

## Parrocchie di Minucciano
Nel comune di Minucciano sono presenti 11 parrocchie appartenenti alla zona pastorale di Garfagnana. Nel dettaglio le parrocchie sono le seguenti:
1. San Michele arcangelo in Minucciano
2. Nostra Signora della Guardia in Argegna
3. San Bartolomeo apostolo e San Rocco in Gramolazzo
4. San Giacomo apostolo in Pugliano
5. San Giusto vescovo e San Clemente papa in Gorfigliano
6. San Lorenzo diacono martire in Pieve San Lorenzo
7. San Nicolao vescovo in Metra
8. Santa Maria Assunta in Agliano
9. Santa Maria Assunta in Sermezzana
10. Santi Simone e Giuda apostoli in Castagnola di Garfagnana
11. Santissima Annunziata in Verrucolette

## Parrocchie di Molazzana
Nel comune di Molazzana sono presenti 6 parrocchie appartenenti alla zona pastorale di Garfagnana. Nel dettaglio le parrocchie sono le seguenti:
1. San Bartolomeo apostolo in Molazzana
2. San Frediano vescovo in Sassi
3. Santi Lorenzo e Stefano in Cascio
4. San Martino vescovo in Alpe di Sant'Antonio
5. San Sisto II Papa in Brucciano
6. Santa Maria Assunta e San Rocco in Eglio

## Parrocchie di Pescaglia
Nel comune di Pescaglia sono presenti 18 parrocchie appartenenti alle Zone pastorali di: di Valfreddana, di Valdiserchio. Nel dettaglio le parrocchie sono le seguenti:
1. Santi Pietro e Paolo in Pescaglia
2. San Bartolomeo apostolo in Piegaio
3. San Bartolomeo apostolo in Torcigliano di Monsagrati
4. San Giovanni Battista in Monsagrati
5. San Martino in Freddana
6. San Michele arcangelo e Santa Caterina martire in Colognora di Valdiroggio
7. San Pietro apostolo in Fiano
8. San Rocco in Turrite
9. San Tommaso apostolo in Castagnori
10. Sant'Andrea apostolo e Sant'Ansano in Foce di Bucino
11. Santa Elisabetta in Celle Puccini
12. Santa Maria Assunta in Loppeglia
13. Santa Maria Assunta in Pascoso
14. Santi Ippolito prete e Cassiano martiri in Gello
15. Santi Pietro e Paolo apostoli in Focchia
16. Santi Simone e Giuda apostoli in Convalle
17. Santi Simone e Giuda apostoli in Vetriano
18. Santo Stefano protomartire in Villa a Roggio

## Parrocchie di Piazza al Serchio
Nel comune di Piazza al Serchio sono presenti 9 parrocchie appartenenti alla zona pastorale di Garfagnana. Nel dettaglio le parrocchie sono le seguenti:
1. San Pietro apostolo in Piazza al Serchio
2. San Donnino e San Biagio vescovo e martiri in San Donnino – Petrognano
3. San Giovanni Battista in Livignano
4. San Leonardo eremita in Cogna
5. San Matteo apostolo in Nicciano
6. San Michele arcangelo in San Michele
7. Santa Margherita e San Giorgio martiri in Gragnana
8. Santa Maria Assunta in Borsigliana
9. Chiesa dei Santi Anastasio e Vincenzo in Sant'Anastasio

## Parrocchie di Pieve Fosciana
Nel comune di Pieve Fosciana sono presenti 4 parrocchie appartenenti alla zona pastorale di Garfagnana. Nel dettaglio le parrocchie sono le seguenti:
1. San Giovanni Battista in Pieve Fosciana
2. San Lorenzo diacono martire in Sillico – Capraia
3. San Magno martire in Pontecosi
4. San Regolo vescovo martire in Bargecchia di Pieve Fosciana

## Parrocchie di Porcari
Nel comune di Porcari sono presenti 3 parrocchie appartenenti alla zona pastorale Suburbana III. Nel dettaglio le parrocchie sono le seguenti:
1. San Giusto vescovo in Porcari
2. Natività di Maria Santissima in Rughi
3. Sacro Cuore di Gesù in Padule

## Parrocchie di San Romano in Garfagnana
Nel comune di San Romano in Garfagnana sono presenti 7 parrocchie appartenenti alla zona pastorale di Garfagnana. Nel dettaglio le parrocchie sono le seguenti:
1. San Romano Martire in San Romano in Garfagnana
2. San Giovanni Battista in Orzaglia
3. San Giuseppe e San Pantaleone martire in Villetta
4. San Lorenzo diacono martire in Verrucole
5. San Martino vescovo in Sillicagnana
6. San Rocco in Vibbiana
7. Santa Maria della Neve e San Giovanni Battista in Caprignana

## Parrocchie di Sillano
Nel comune di Sillano sono presenti 6 parrocchie appartenenti alla zona pastorale di Garfagnana. Nel dettaglio le parrocchie sono le seguenti:
1. San Bartolomeo Apostolo in Sillano
2. Beata Vergine Maria del Buon Consiglio in Capanne di Sillano
3. San Bartolomeo apostolo in Metello Soraggio
4. San Martino vescovo in Villa Soraggio
5. San Michele Arcangelo in Dalli Sotto
6. Santi Ippolito sacerdote e Cassiano martiri in Dalli Sopra

## Parrocchie di Stazzema
Nel comune di Stazzema sono presenti 2 parrocchie appartenente alla Zona pastorale della Garfagnana. Nel dettaglio le parrocchie sono le seguenti:
1. Sant'Agostino vescovo in Arni
2. Sant'Anna e Sant'Antonio abate in Palagnana

## Parrocchie di Vagli Sotto
Nel comune di Vagli Sotto sono presenti 3 parrocchie appartenenti alla zona pastorale di Garfagnana. Nel dettaglio le parrocchie sono le seguenti:
1. San Bartolomeo apostolo in Roggio
2. San Lorenzo diacono in Vagli di Sopra
3. San Regolo vescovo martire in Vagli di Sotto

## Parrocchie di Viareggio
Nel comune di Viareggio sono presenti 11 parrocchie appartenenti alla zona pastorale di Viareggio. Nel dettaglio le parrocchie sono le seguenti:
1. San Paolino vescovo martire in San Paolino
2. Beata Vergine Maria in Terminetto
3. Natività di Maria Vergine in Bicchio
4. Risurrezione di Nostro Signore Gesù Cristo in Varignano
5. San Giovanni Bosco in Marco Polo
6. San Giuseppe in Torre del Lago Puccini
7. Sant'Andrea apostolo in Sant'Andrea
8. Sant'Antonio da Padova in Sant'Antonio
9. Santa Maria Assunta in Migliarina
10. Santa Rita da Cascia in Santa Rita (ex Campo di Aviazione)
11. Sette Santi Fondatori dei Servi di Maria in Darsena

## Parrocchie di Villa Basilica
Nel comune di Villa Basilica sono presenti 4 parrocchie appartenenti alla Zona pastorale di Segromigno, Villa Basilica, Valleriana. Nel dettaglio le parrocchie sono le seguenti:
1. Santa Maria Assunta in Villa Basilica
2. San Jacopo apostolo e San Ginese Martire in Boveglio
3. San Lorenzo diacono martire in Pariana
4. San Michele arcangelo in Colognora di Valleriana

## Parrocchie di Villa Collemandina
Nel comune di Villa Collemandina sono presenti 7 parrocchie appartenenti alla zona pastorale di Garfagnana. Nel dettaglio le parrocchie sono le seguenti:
1. San Sisto papa e Santa Margherita martiri in Villa Collemandina
2. Beata Maria Vergine di Caravaggio in Pianacci
3. San Leonardo eremita in Canigiano
4. San Lorenzo diacono martire in Corfino
5. San Michele arcangelo in Massa Sassorosso
6. San Michele arcangelo in Sassorosso
7. Santa Maria Assunta in Magnano

## Parrocchie di Pescia (provincia di Pistoia)
Nel comune di Pescia sono presenti 8 parrocchie appartenenti alla Zona pastorale di Segromigno, Villa Basilica, Valleriana. Nel dettaglio le parrocchie sono le seguenti:
1. San Bartolomeo apostolo in Collodi
2. San Frediano vescovo in Aramo
3. San Martino vescovo e San Sisto papa in Medicina
4. San Michele arcangelo in Fibbialla di Medicina
5. San Quirico martire in San Quirico di Valleriana
6. Sant'Andrea apostolo e Santa Lucia martire in Pontito
7. Santa Maria Assunta in Stiappa
8. Santi Quirico e Giulitta martiri in Veneri